# Zymboulakis & van Beke
Zymboulakis & van Beke war ein kurzlebiges Pop-Duo aus Zypern, bestehend aus den Sängern Kyriakos Zimboulakis und Dimos van Beke.

## Hintergrund
Die Gruppe wurde von einer Jury bei der zyprischen Vorauswahl ausgesucht und durfte daher beim Eurovision Song Contest 1993 für Zypern antreten. Mit dem Popsong Mi stamatas landeten sie auf Platz 19.
Außer dieser einen Single hat das Duo nichts mehr veröffentlicht. Ein Jahr später sah man beide als Backgroundsänger bei Evridiki.